# Мауркинская
Мауркинская — деревня в Вельском районе Архангельской области. Входит в состав муниципального образования «Хозьминское».

## География
Деревня расположена в 37 километрах на северо-запад от города Вельск на левом берегу реки Вель, притока реки Вага. Ближайшие населённые пункты: на востоке деревня Кишерма, на западе посёлок Хозьмино, являющийся административным центром муниципального образования.
Часовой пояс
Мауркинская, как и вся Архангельская область, находится в часовой зоне МСК (московское время). Смещение применяемого времени относительно UTC составляет +3:00.

## Население
| 2002 | 2010 | 2012 | 2014 |
| ---- | ---- | ---- | ---- |
| 10   | ↘8   | →8   | ↘6   |

## История
Указана в «Списке населённых мест по сведениям 1859 года» в составе Вельского уезда Вологодской губернии под номером «2217» как «Мауркинское(Прислонъ)». Насчитывала 2 двора, 9 жителей мужского пола и 10 женского.
В материалах оценочно-статистического исследования земель Вельского уезда упомянуто, что в 1900 году в административном отношении деревня входила в состав Хозьминского сельского общества Есютинской волости. На момент переписи в селении Мауринская, (Преклоново) находилось 4 хозяйства, в которых проживало 16 жителей мужского пола и 12 женского.